# Tetranycopsis cerasi
Tetranycopsis cerasi är en spindeldjursart som beskrevs av Strunkova 1969. Tetranycopsis cerasi ingår i släktet Tetranycopsis och familjen Tetranychidae. Inga underarter finns listade i Catalogue of Life.